# 로베르토 아얄라
로베르토 아얄라(스페인어: Roberto Fabián "El Ratón" Ayala, 1973년 4월 14일, 아르헨티나 파라나 ~ )는 아르헨티나의 은퇴한 축구 선수이다. 그는 전성기에 세계 최고의 센터백 중 하나였으며, 그는 그 누구보다도 많은 경기를 뛰며 아르헨티나 축구 국가대표팀의 주장을 맡았었다. 그는 63경기에 주장으로 나섰으며, 3번의 FIFA 월드컵에 출전하기도 했다. 아얄라는 국제 경기 115경기를 소화하며, 하비에르 사네티 다음으로 아르헨티나에서 가장 많은 국제 경기에 나선 선수로 기록되었다.
아얄라는 1974년 FIFA 월드컵에 아르헨티나 대표로 출전했었던 루벤 아얄라에게 Ratón (생쥐)이라는 별명을 물려받았으나, 이 두 사람 사이에 직접적인 관계는 없다.

## 경력
- 1995년 킹 파흐드컵 국가대표
- 1995년 코파 아메리카 국가대표
- 1996년 하계 올림픽 남자 축구 국가대표
- 1998년 FIFA 월드컵 국가대표
- 1999년 코파 아메리카 국가대표
- 2002년 FIFA 월드컵 국가대표
- 2004년 코파 아메리카 국가대표
- 2004년 하계 올림픽 남자 축구 국가대표
- 2006년 FIFA 월드컵 국가대표
- 2007년 코파 아메리카 국가대표

## 수상

#### 리버 플레이트
- 프리메라 디비시온 : 1994

#### 밀란
- 세리에 A : 1998-99

#### 발렌시아
- 라리가 : 2001–02, 2003–04
- UEFA컵 : 2003-04
- UEFA 슈퍼컵 : 2004

#### 아르헨티나
- 팬 아메리칸 게임 : 1995
- 하계 올림픽 축구 : 금메달 (2004), 은메달 (1996)
- 코파 아메리카 준우승 : 2004, 2007
- FIFA 컨페더레이션스컵 준우승 : 1995

#### 개인
- 남아메리카 올해의 팀 : 1994
- UEFA 클럽 올해의 수비수 : 2000-01
- ESM 올해의 팀 : 2003-04
- 코파 아메리카 대회의 팀 : 2004
- FIFA 월드컵 올스타 팀 : 2006

## 같이 보기
- A매치 100경기 이상 출전한 축구 선수 명단